# 国鉄ケDB10形ガソリン機関車
ケDB10形は、宮崎県営軌道から鉄道省が引き継いだガソリン機関車である。

## 詳細
本形式は、宮崎県営軌道が、1932年（昭和7年）の開業の際に購入したアメリカのホイットコム社製、車軸配置 B、機械式のガソリン機関車で、県営軌道での形式称号は1号である。一種のマスプロ機で、ホイットコムのカタログ形式ではMV型と呼ばれる機関車である。
1935年（昭和10年）買収直前に、代燃炉（ガス発生炉）を取り付けている。
1935年の宮崎県営軌道買収により国有鉄道籍を得て、国鉄形式を与えられケDB10形（ケDB10）となった。
1942年（昭和17年）5月除籍。その後の処遇（譲渡の有無等）については不明である。

## 主要諸元
- 全長：2845mm
- 全高：2057mm
- 全幅：1346mm
- 重量：4トン　（現実にはガス発生炉追加の重量増加で4.3トンか？）
- 軌間：762mm
- 車軸配置：　B
- 動輪直径：457mm
- 動力伝達方式：機械式 （4段変速歯車式・多板式クラッチ・チェーン連動）
- 連結器：ピン・リンク式

- 搭載エンジン
  - ウォーケシャ製V型4気筒ガソリン機関1基（ボア×ストローク＝102×127）
  - 出力：45HP/2000rpm

- 燃料積載量：3786ℓ
- 最大運転速度：